# 3月8日の雲
『3月8日の雲』（さんがつようかのくも）は、日本の歌手である沢田研二の3作目のミニ・アルバム。発売元は沢田の自主レーベルであるJULIE LABEL。

## 解説
- 東日本大震災が起こった前年の3月11日に哀悼の意を表して、2012年3月11日にリリース。全曲、震災をオマージュした楽曲となっている。
- 2011年は新曲発表が無かったため、2年ぶりの新曲発売となった。

## チャート成績
オリコン週間シングルチャートで、最高位56位を記録。
デイリーシングルチャートでは、最高位20位を記録した。

## 収録曲
- 全作詞:沢田研二

1. 3月8日の雲
  - 作曲:大山泰輝
2. 恨まないよ
  - 作曲:GRACE
3. F.A.P.P
  - 作曲:柴山和彦
  - 曲名は、「Fukushima Atomic Power Plant（福島原子力発電所）」の頭文字をとったもの。
4. カガヤケイノチ
  - 作曲:下山淳
  - コーラス:伊豆田洋之

## 参加ミュージシャン
- 鉄人バンド
  - 柴山和彦 - ギター
  - 下山淳 - ギター
  - 泰輝 - キーボード
  - GRACE - ドラム
- 伊豆田洋之 - コーラス